# George Perry Graham

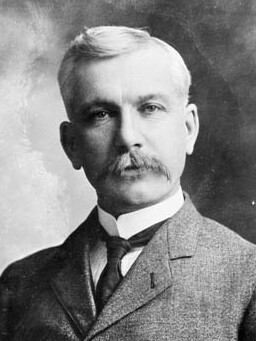
George Perry Graham

Rt. Hon. George Perry Graham, PC (* 31. März 1859 in Eganville, Upper Canada, heute: Ontario; † 1. Januar 1943 in Brockville, Ontario) war ein kanadischer Politiker der Liberalen Partei Kanadas, der unter anderem von 1898 bis 1907 Mitglied der Legislativversammlung von Ontario sowie von 1907 bis 1925 mit Unterbrechungen Mitglied des Unterhauses war. Im 8. Kabinett Kanadas war er von 1907 bis 1911 Minister für Eisenbahnen und Kanäle sowie später im 12. Kabinett von 1921 bis 1922 Minister für Miliz und Verteidigung sowie Minister für Marinedienste und im Anschluss 1923 erster Minister für nationale Verteidigung, ehe er von 1923 bis 1926 erneut Minister für Eisenbahnen und Kanäle sowie 1926 kurzzeitig noch Minister ohne Geschäftsbereich war. 1926 wurde er Bundessenator für Ontario und gehörte diesem bis zu seinem Tode 1943 an.

## Leben

### Mitglied der Legislativversammlung von Ontario und des Unterhauses sowie Bundesminister im 8. Kabinett
George Perry Graham war als Journalist und Verleger tätig und begann seine politische Laufbahn in der Kommunalpolitik als Reeve von Morrisburg sowie als Mitglied des Rates von Dundas County. Am 1. März 1898 wurde er für die Ontario Liberal Party für den Wahlkreis Brockville zum Mitglied der Legislativversammlung von Ontario gewählt und gehörte dieser bis zum 1. August 1907 an. In der Regierung des Premierministers von Ontario George William Ross fungierte er vom 22. November 1904 bis am 7. Februar 1905 als Sekretär der Provinz Ontario. Als Nachfolger von Ross wurde er am 25. Januar 1907 Vorsitzender der Ontario Liberal Party und war als solcher bis zu seiner Ablösung durch Alexander Grant MacKay im August 1907 auch Oppositionsführer in der Legislativversammlung von Ontario.
Nach dem Rücktritt am 30. August 1907 des zum Bundessenator ernannten Daniel Derbyshire wurde Graham am 18. September 1907 bei der dadurch erforderlichen Nachwahl im Wahlkreis Brockville per Akklamation erstmals zum Mitglied des Unterhauses gewählt und gehörte diesem nach seiner Wiederwahl bei der Unterhauswahl am 26. Oktober 1908 mit 2144 Stimmen bis zur Unterhauswahl am 21. September 1911 an, als er im Wahlkreis Brockville mit 2140 Stimmen gegen John Webster von der Konservativen Partei unterlag, auf den 2251 Stimmen entfielen.
Im 8. Kabinett Kanadas von Premierminister Wilfrid Laurier übernahm Graham am 30. August 1907 von William Stevens Fielding den Posten als Minister für Eisenbahnen und Kanäle und bekleidete dieses Amt bis zum Ende der Amtszeit des achten Kabinetts am 6. Oktober 1911. Nach dem Rücktritt seines Parteifreundes Thomas Andrew Low am 7. Dezember 1911 wurde Graham als dessen Nachfolger im Wahlkreis Renfrew South bei der notwendigen Nachwahl am 22. Februar 1912 mit 2421 Wählerstimmen wieder zum Mitglied des Unterhauses gewählt und gehörte diesem bis zur Unterhauswahl am 17. Dezember 1917 an.

### Wiederwahl ins Unterhaus, Bundesminister im 12. Kabinett sowie Bundessenator für Ontario

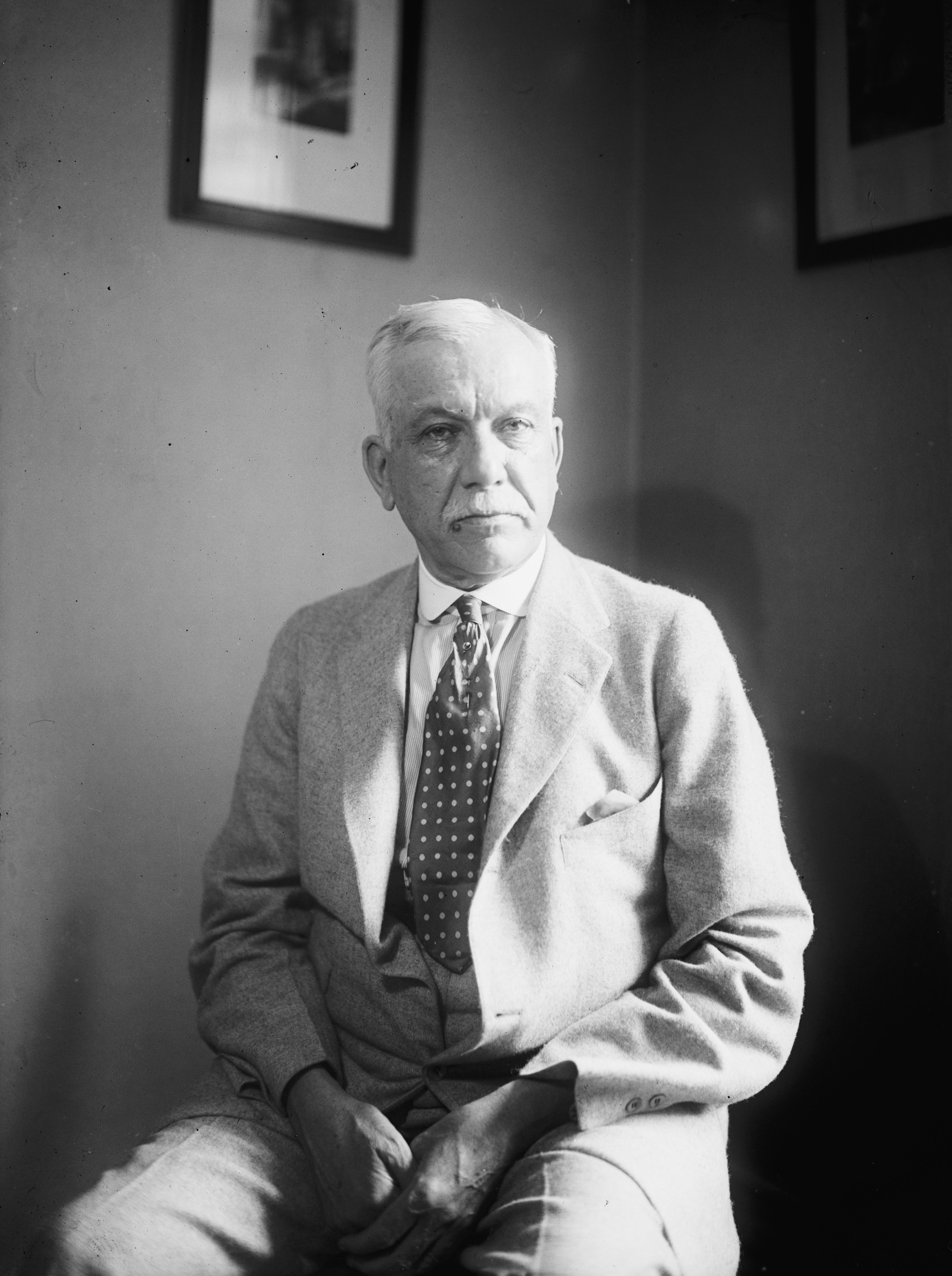
George Perry Graham (1922)

Bei der Unterhauswahl am 6. Dezember 1921 wurde George Perry Graham für die Liberale Partei im Wahlkreis Essex South mit 4968 Stimmen erneut zum Mitglied des Unterhauses gewählt und trat dort die Nachfolge von John Wesley Brien von der Unionistischen Partei an, der nicht erneut kandidiert hatte. Am 29. Dezember 1921 wurde er in das 12. Kabinett von Premierminister William Lyon Mackenzie King berufen und übernahm bis zum 31. Dezember 1922 die Posten als Minister für Miliz und Verteidigung sowie als Minister für Marinedienste. Da er wegen der Übernahme der Ministerämter zunächst aus dem Unterhaushaus ausscheiden musste, wurde er am 19. Januar 1922 in einer Nachwahl formell per Akklamation im Wahlkreis Essex South wieder zum Mitglied des Unterhauses gewählt.
Im Zuge einer Umbildung des 12. Kabinetts wurde Graham nach Auflösung der Ministerämter für Miliz, Verteidigung und Marinedienste am 1. Januar 1923 erster Minister für nationale Verteidigung und bekleidete dieses Ministeramt bis zum 27. April 1923, woraufhin Edward Mortimer Macdonald ihn ablöste. Er selbst übernahm im Rahmen dieser Kabinettsumbildung am 28. April 1923 noch einmal den Posten als Minister für Eisenbahnen und Kanäle, der seit dem Tode von Minister William Costello Kennedy am 17. Januar 1923 vakant war, und bekleidete dieses Ministeramt bis zum 19. Februar 1926, woraufhin Charles Avery Dunning am 1. März 1926 seine Nachfolge antrat. Bei der Unterhauswahl am 29. Oktober 1925 verlor er sein Abgeordnetenmandat für den Wahlkreis Essex South, als er mit 6017 Stimmen gegen seinen Herausforderer Eccles James Gott von der Konservativen Partei verlor, auf den 6851 Stimmen entfielen. Trotz seines Ausscheidens aus dem Unterhaus fungierte er vom 20. Februar bis zu seinem Rücktritt am 6. April 1926 noch als Minister ohne Geschäftsbereich im 12. Kabinett. Nach seinem Rücktritt wurde er am 7. April 1926 zum Vorsitzenden des Tarifbeirates ernannt.
Am 20. Dezember 1926 wurde George Perry Graham auf Vorschlag von Premierminister King für die Liberale Partei zum Bundessenator für Ontario ernannt und vertrat in diesem bis zu seinem Tode am 1. Januar 1943 mehr als 16 Jahre lang die Division Eganville. Während seiner langjährigen Senatszugehörigkeit war er Mitglied zahlreicher Ständiger Ausschüsse und von Sonderausschüssen. Er fungierte in der 17. Legislaturperiode (1930 bis 1935) als Vorsitzender des Ständigen Ausschusses für Eisenbahnen, Telegrafie und Häfen sowie kurzzeitig als Vorsitzender des Auswahlausschusses. In der 18. Legislaturperiode war er weiterhin Vorsitzender des Ständigen Ausschusses für Eisenbahnen, Telegrafie und Häfen und kurzzeitig auch Vorsitzender des Auswahlausschusses und zudem für einige Zeit auch Co-Vorsitzender des Sonderausschusses für schwerwiegende Eisenbahnzustände. In der 19. Legislaturperiode (1940 bis 1945) fungierte er in der ersten Sitzungsperiode noch einmal als Vorsitzender des Ständigen Ausschusses für Eisenbahnen, Telegrafie und Häfen.